# Bahnhof Heilbronn-Böckingen
Der Bahnhof Heilbronn-Böckingen wurde am 19. Oktober 1901 als Haltepunkt Böckingen eröffnet, ist im klassizistischen Stil erbaut und ergänzte den schon ab 1894 errichteten Heilbronner Güterbahnhof.

## Geschichte

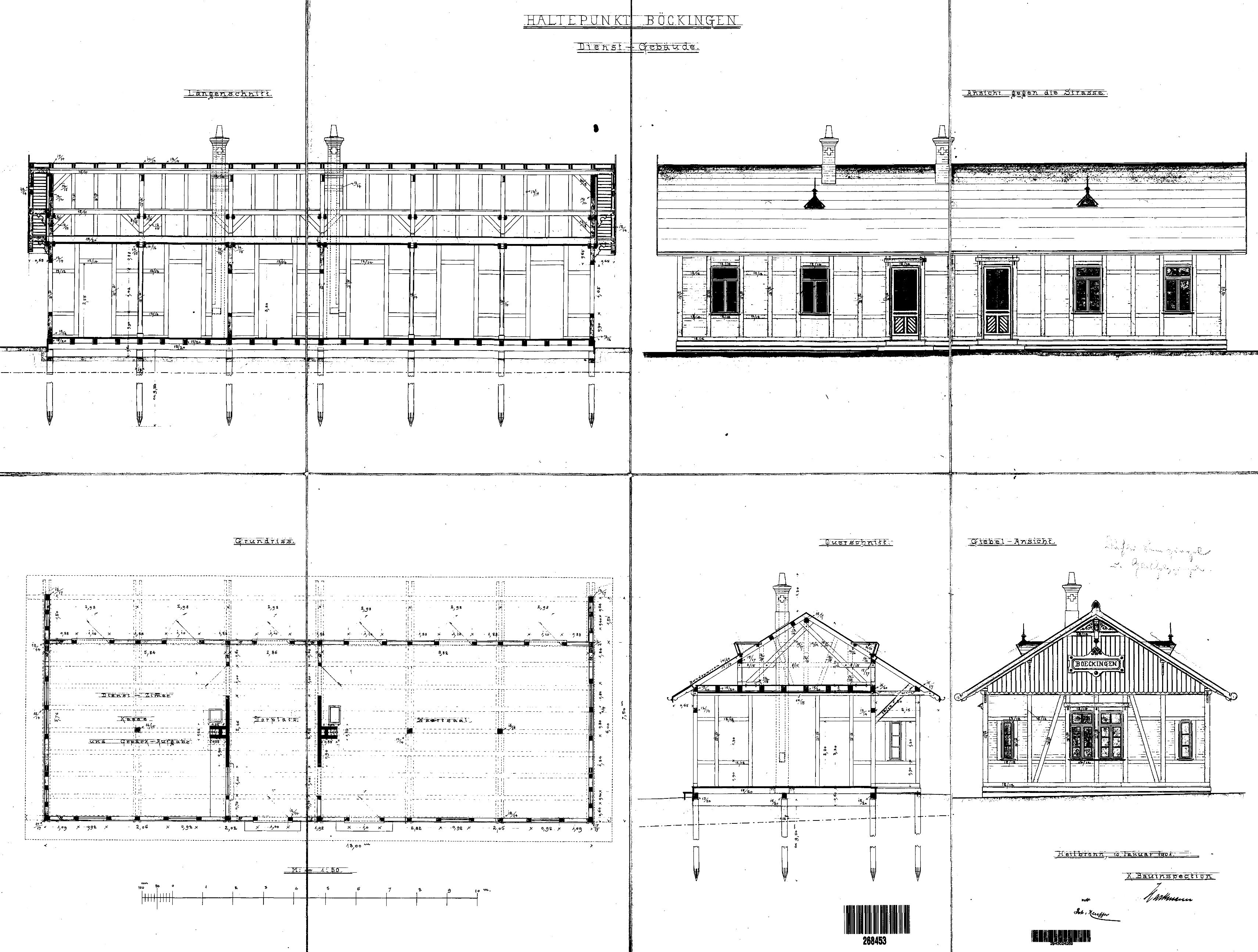
Plan des Dienstgebäudes von 1901

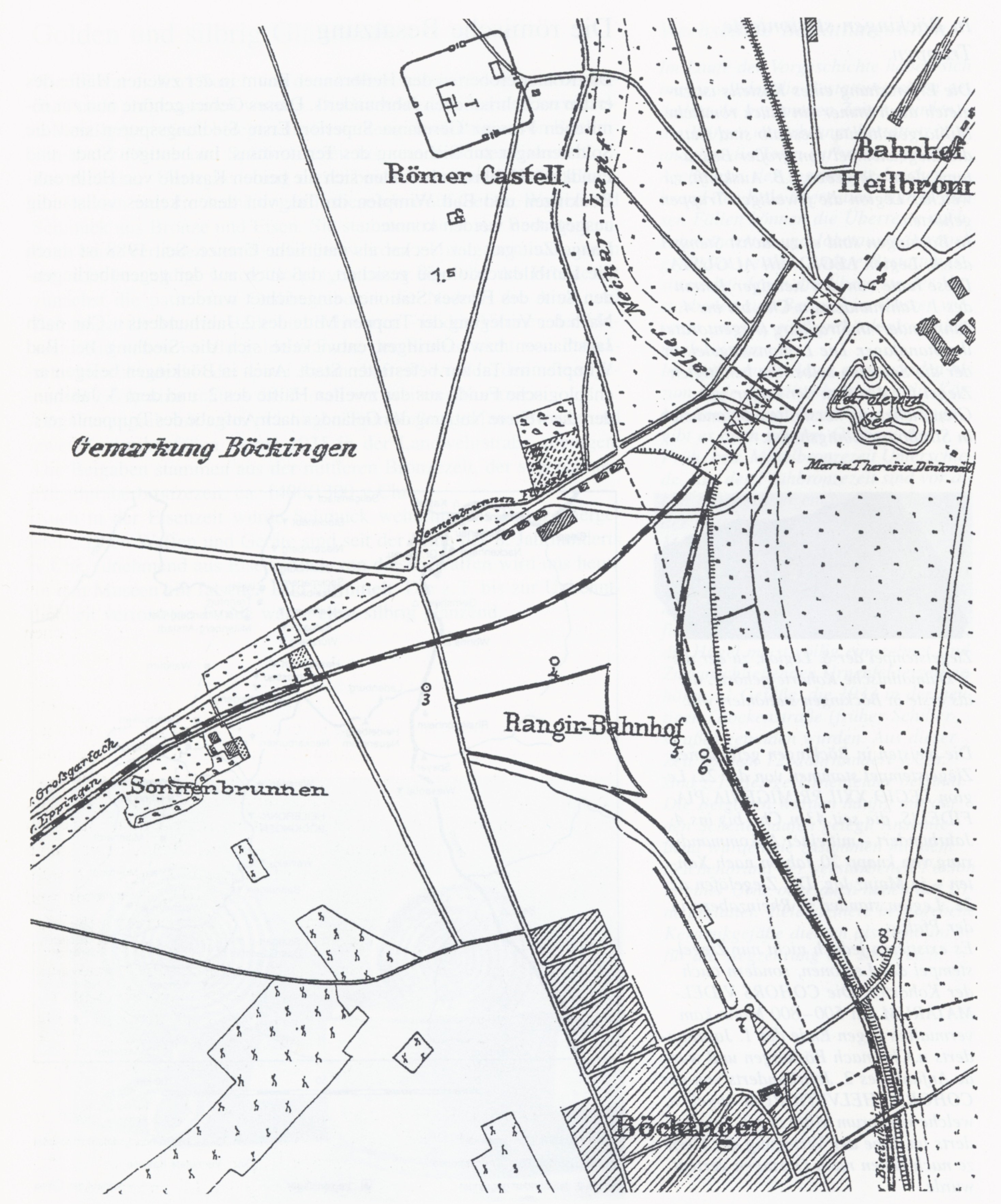
Heilbronner Hauptbahnhof (rechts oben), Güterbahnhof und Abzweig nach Böckingen 1898

Obwohl die Gleise der Nordbahn über Böckinger Gebiet gingen, erhielt Böckingen zunächst keine eigene Station. Der Grund lag darin, dass der Ort nicht den finanziellen Beitrag für den Bau beisteuern konnte, den aber der Bauherr forderte. Die Böckinger Bürger mussten daher vorläufig den Heilbronner Hauptbahnhof benutzen.
Ab 1895 reichten die Böckinger Bürgerschaft und der Böckinger Gemeinderats Petitionen nach Stuttgart ein, in denen die Notwendigkeit einer eigenen Böckinger Station formuliert worden war. Ein Bericht der Handels- und Gewerbekammer Württemberg von 1899 teilt mit, dass von der Heilbronner Kammer „im Interesse der Arbeiter und zur Hebung des Nahverkehrs die Errichtung einer Personenhaltestelle in Böckingen empfohlen wird.“ Schließlich wurde in Böckingen doch noch eine Zugangsstelle eingerichtet, die Gemeinde leistete dazu einen finanziellen Beitrag von 13.000 Mark. Der Haltepunkt wurde östlich der Hauptstrecke auf dem verbreiterten Damm des Oberen Böckinger Sees seeseitig gebaut und am 19. Oktober 1901 eingeweiht. Die Station hatte keinerlei betriebsleitende Aufgaben wie Weichenstellung und Signalgabe. Fahrkartenverkauf, Gepäckannahme und -ausgabe, später auch Post- und Telegraphenamt wurden als Dienstleistung angeboten.
Bei mehreren Luftangriffen auf Heilbronn wurden die Böckinger Anlagen häufiges Angriffsziel.
Am 25. September 1971 stellte der Bahnbetreiber den Personenverkehr am Haltepunkt Böckingen mangels Rentabilität ein.

## Umnutzung des Gebäudes

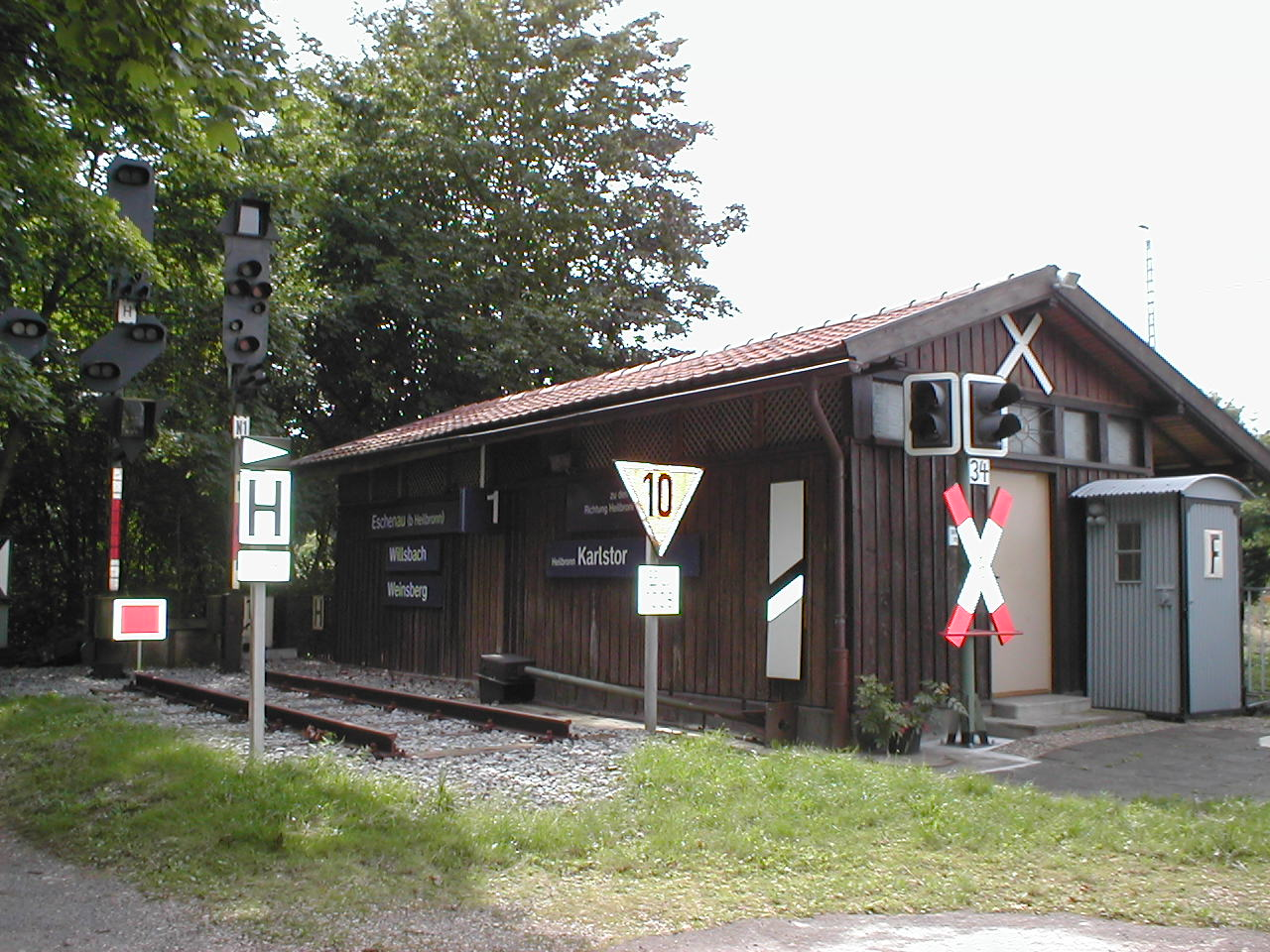
Museumsschuppen am Bahnhof

Im ehemaligen Empfangsgebäude befindet sich seit den 1970er Jahren die H0-Modelleisenbahnanlage des Eisenbahnclub Heilbronn e. V.; ein Nebengebäude wird momentan als Gaststätte genutzt.
Im Jahre 2000 konnte das Süddeutsche Eisenbahnmuseum Heilbronn einen Teil der Anlagen des Böckinger Bahnbetriebswerks übernehmen.